# Art Cross
Pour les articles homonymes, voir Cross.
Art Cross, né le 24 janvier 1918 à Jersey City et mort le 15 avril 2005 à La Porte, est un pilote automobile américain qui a participé à quatre éditions des 500 miles d'Indianapolis, de 1952 à 1955 ; ces quatre éditions figuraient au calendrier du championnat du monde de Formule 1. Rookie de l'année en 1952, il termine deuxième des 500 miles d'Indianapolis 1953.

## Résultats en championnat du monde de Formule 1
| Saison | Écurie                    | Châssis           | Moteur                 | Pneus     | GP disputés                   | Points inscrits | Classement |
| ------ | ------------------------- | ----------------- | ---------------------- | --------- | ----------------------------- | --------------- | ---------- |
| 1952   | Bowes Seal Fast/Ray Brady | Kurtis Kraft 4000 | Offenhauser 4 en ligne | Firestone | 500 miles d'Indianapolis      | 2               | 16e        |
| 1953   | Springfield Welding/Paoli | Kurtis Kraft 4000 | Offenhauser 4 en ligne | Firestone | 500 miles d'Indianapolis      | 6               | 10e        |
| 1954   | Bardahl/Ed Walsh          | Kurtis Kraft 4000 | Offenhauser 4 en ligne | Firestone | 500 miles d'Indianapolis 1954 | 0               | n.c.       |
| 1955   | Bardahl/Ed Walsh          | Kurtis Kraft 500C | Offenhauser 4 en ligne | Firestone | 500 miles d'Indianapolis 1955 | 0               | n.c.       |